# 瓦屋薹草
瓦屋薹草（学名：Carex wawuensis）为莎草科薹草属的植物。分布在中国大陆的四川等地，属中国原产的植物（非从国外引种）。